# Мата-Алагоана (мікрорегіон)
Мата-Алагоана (порт. Microrregião da Mata Alagoana) — мікрорегіон в Бразилії, входить в штат Алагоас. Складова частина мезорегіону Схід штату Алагоас.

## Склад мікрорегіону
До складу мікрорегіону включені наступні муніципалітети:
1. Бранкінья
2. Кажуейру
3. Кампестрі
4. Капела
5. Колонія-Леополдіна
6. Флешейрас
7. Жакуїпі
8. Жоакін-Гоміс
9. Жундія
10. Матріс-ді-Камаражибі
11. Месіас
12. Мурісі
13. Нову-Ліну
14. Порту-Калву
15. Сан-Луїс-ду-Кітунді

| Бразилія | Це незавершена стаття з географії Бразилії. Ви можете допомогти проєкту, виправивши або дописавши її. |